# Szabadegyháza
Szabadegyháza är en ort (by) i provinsen Fejér i centrala Ungern. Orten har 2 002 invånare (2024), på en yta av 41,64 km². Den ligger cirka 25 kilometer sydost om Székesfehérvár.